# Championnats d'Europe de triathlon 1998
Navigation
Édition précédente Édition suivante
Les championnats d'Europe de triathlon 1998 sont la quatorzième édition des championnats d'Europe de triathlon, une compétition internationale de triathlon sous l'égide de la fédération européenne de ce sport. L'épreuve est constituée de 1 500 mètres de natation, 40 kilomètres de vélo puis 10 kilomètres de course à pied.
Cette édition se tient dans la ville autrichienne de Velden et elle est remportée par le britannique Andrew Johns chez les hommes et par la néerlandaise Wieke Hoogzaad chez les femmes.

## Palmarès

### Hommes
| Rang               | Triathlète                | Temps           |
| ------------------ | ------------------------- | --------------- |
| Médaille d'or      | Andrew Johns              | 1 h 51 min 9 s  |
| Médaille d'argent  | Jean-Christophe Guinchard | 1 h 51 min 9 s  |
| Médaille de bronze | Volodymyr Polikarpenko    | 1 h 51 min 10 s |
| 4                  | Spencer Smith             | 1 h 51 min 20 s |
| 5                  | Jan Řehula                | 1 h 51 min 23 s |
| 6                  | Reto Hug                  | 1 h 51 min 31 s |
| 7                  | Sylvain Dodet             | 1 h 51 min 45 s |
| 8                  | Andras Heczey             | 1 h 51 min 52 s |
| 9                  | Andriy Glushchenko        | 1 h 51 min 59 s |
| 10                 | Ralf Eggert               | 1 h 52 min 1 s  |

### Femmes
| Rang               | Triathlète          | Temps          |
| ------------------ | ------------------- | -------------- |
| Médaille d'or      | Wieke Hoogzaad      | 2 h 4 min 30 s |
| Médaille d'argent  | Ingrid Van Lubek    | 2 h 4 min 35 s |
| Médaille de bronze | Stephanie Forrester | 2 h 4 min 41 s |
| 4                  | Marie Overbye       | 2 h 4 min 54 s |
| 5                  | Erika Molnár        | 2 h 5 min 18 s |
| 6                  | Suzanne Nielsen     | 2 h 5 min 28 s |
| 7                  | Nóra Edöcsény       | 2 h 5 min 38 s |
| 8                  | Ines Estedt         | 2 h 5 min 54 s |
| 9                  | Maribel Blanco      | 2 h 5 min 58 s |
| 10                 | Natascha Badmann    | 2 h 6 min 13 s |